# Edward Sikorski
Edward Sikorski (ur. 1 grudnia 1942 w Warszawie, zm. 21 czerwca 2007 w Sanoku) – polski inżynier, polityk.

## Życiorys
Urodził się 1 grudnia 1942 w Warszawie. Był synem Władysława (1917-1944) i Genowefy z domu Szymańskiej (1913-1944), ofiar powstania warszawskiegoj. Ukończył studia na Wydziale Budowy Maszyn Roboczych i Pojazdów Politechniki Warszawskiej uzyskując tytuł magistra inżyniera konstruktora. Po zakończeniu edukacji został zatrudniony na stanowisku inżyniera ds. badań w Stacji Oceny Sprzętu Rolniczego w Sanoku. Od 1968 był pracownikiem Państwowego Ośrodka Maszynowego w Sanoku, najpierw jako dyrektor ds. technicznych, później jako dyrektor naczelny. Od 1979 do 1981 pełnił funkcje dyrektora technicznego, a później dyrektora naczelnego Zjednoczenia Przedsiębiorstw Technicznej Obsługi Rolnictwa w Kielcach. W listopadzie 1981 ponownie został mianowany dyrektorem POM w Sanoku i pełnił stanowisko do końca lat 80. Od listopada 1992 był likwidatorem  POM w Sanoku.
Pełnił mandat radnego Miejskiej Radzie Narodowej (MRN) w Sanoku, wybierany w wyborach; 1978 (zasiadł w Komisji Gospodarki Miejskiej i Rolnictwa, w czerwcu 1981 zrezygnował z mandatu radnego MRN z uwagi na podjęcie pracy w Kielcach), 1984 (zasiadł w Komisji Rozwoju Gospodarczego i Gospodarki Finansowej). Został przewodniczącym prezydium powołanej podczas stanu wojennego 16 września 1982 Tymczasowej Miejskiej Rady Patriotycznego Ruchu Odrodzenia Narodowego (PRON). Był wybierany przewodniczącym Miejskiej Rady PRON w Sanoku: 9 czerwca 1983, 25 lutego 1987 (oraz wybrany na II Kongres Krajowy PRON z województwa krośnieńskiego). Stanowisko przewodniczącego RM PRON w Sanoku pełnił do końca lat 80. 29 marca 1983 został członkiem Rady Krajowej PRON. W listopadzie 1983 zasiadł w Zarządzie Wojewódzkim Towarzystwa Przyjaźni Polsko-Radzieckiej w Krośnie. W czerwcu 1987 został członkiem zarządu Towarzystwa Rozwoju i Upiększania Miasta Sanoka. 19 września 1987 został członkiem Komitetu Społecznego ORMO w Sanoku. W kwietniu 1988 jako przewodniczący RM PRON został przewodniczącym Miejskiego Kolegium Wyborczego w Sanoku. W wyborach parlamentarnych w 1989 bezskutecznie ubiegał się o mandat nr 202 Sejmu PRL X kadencji w okręgu wyborczym nr 51 (przegrał walkę o mandat nr 202 z puli PZPR ze Zbigniewem Balikiem w drugiej turze głosowania).

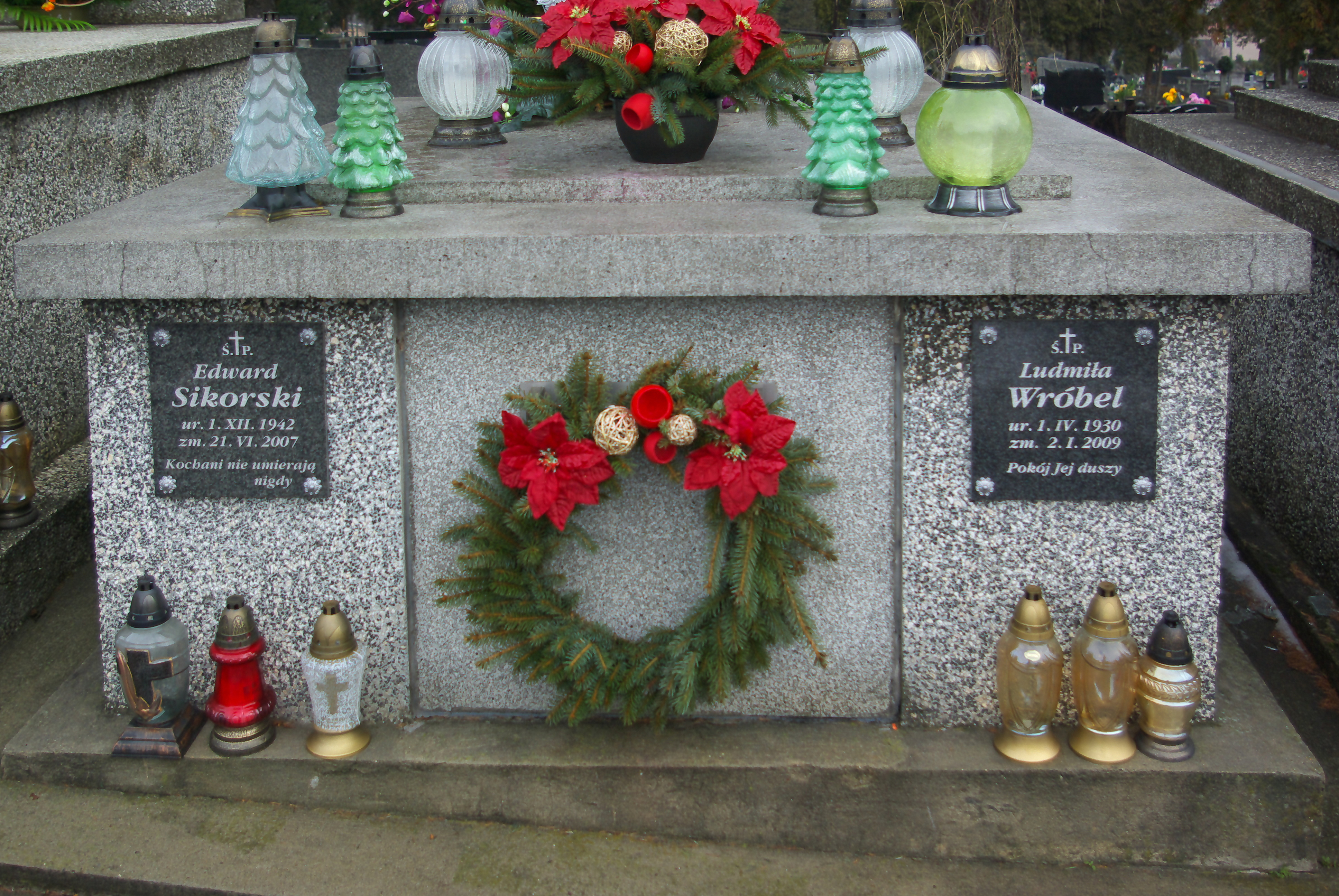
Nagrobek Edwarda Sikorskiego

Od 2002 do 2007 był prezesem zarządu spółki Stomet. Został członkiem „Grupy Menedżerskiej” Stomil Sanok S. A..
Zmarł 21 czerwca 2007 w Sanoku. Został pochowany na Cmentarzu Centralnym w Sanoku.

## Odznaczenia i wyróżnienia
- Złota Odznaka Honorowa Towarzystwa Przyjaźni Polsko-Radzieckiej (1983)[17].
- „Jubileuszowy Adres” (1984)[27].
- Brązowy Medal „Za zasługi dla obronności kraju” (1988)[28].